# بابلو مارتين
بابلو مارتين (بالإنجليزية: Pablo Martín)‏ هو لاعب غولف أمريكي، ولد في 20 أبريل 1985 في مالقة في إسبانيا.

## وصلات خارجية
- بابلو مارتين على موقع رابطة أوروبا للاعبي الغولف المحترفين (الإنجليزية)
- بابلو مارتين على موقع التصنيف العالمي الرسمي للغولف (الإنجليزية)